# Фінал кубка Англії з футболу 2023
Фінал Кубка Англії з футболу 2023 — фінальний матч розіграшу кубка Англії сезону 2022—2023 відбувся 3 червня 2023 року. У поєдинку зустрілися «Манчестер Сіті» та «Манчестер Юнайтед». Це було перше манчестерське дербі, яке ці команди зіграли у фіналі національного кубка. «Манчестер Сіті» переміг з рахунком 2:1.

## Шлях до фіналу
Примітка: У всіх результатах, поданих нижче, голи фіналістів подаються першими, натомість де відбувався матч вказано в дужках (д: вдома; г: в гостях; н: на нейтральному полі).
| «Манчестер Сіті» | «Манчестер Сіті» | Раунд           | «Манчестер Юнайтед»      | «Манчестер Юнайтед» |
| ---------------- | ---------------- | --------------- | ------------------------ | ------------------- |
| Суперник         | Результат        |                 | Суперник                 | Результат           |
| Челсі            | 4–0 (д)          | Третій раунд    | Евертон                  | 3–1 (д)             |
| Арсенал          | 1–0 (д)          | Четвертий раунд | Редінг                   | 3–1 (д)             |
| Бристоль Сіті    | 3–0 (г)          | 1/8 фіналу      | Вест Гем Юнайтед         | 3–1 (д)             |
| Бернлі           | 6–0 (д)          | 1/4 фіналу      | Фулгем                   | 3–1 (д)             |
| Шеффілд Юнайтед  | 3–0 (н)          | 1/2 фіналу      | Брайтон енд Гоув Альбіон | 0:0 пен. 7:6 (н)    |

## Матч

### Деталі
| 3 червня 2023 15:00 (GMT) |

| Манчестер Сіті     | 2–1      | Манчестер Юнайтед      |
| ------------------ | -------- | ---------------------- |
| - Гюндоган 1', 51' | Протокол | - Фернандеш 33' (пен.) |

| «Вемблі», Лондон Глядачів: 83,179 Арбітр: Пол Тірні |

| Манчестер Сіті | Манчестер Юнайтед |

| ВР               | 18 | Штефан Ортега     | 81' |       |
| ЗХ               | 2  | Кайл Вокер        |     | 90+5' |
| ЗХ               | 3  | Рубен Діаш        |     |       |
| ЗХ               | 25 | Мануель Аканджі   |     |       |
| ПЗ               | 5  | Джон Стоунз       |     |       |
| ПЗ               | 16 | Родрі             | 90' |       |
| ПЗ               | 20 | Бернарду Сілва    |     |       |
| ПЗ               | 17 | Кевін Де Брейне   |     | 76'   |
| ПЗ               | 8  | Ілкай Гюндоган () |     |       |
| ПЗ               | 10 | Джек Гріліш       |     | 89'   |
| НП               | 9  | Ерлінг Голанн     |     |       |
| Запасні:         |    |                   |     |       |
| ВР               | 31 | Едерсон           |     |       |
| ЗХ               | 6  | Натан Аке         |     | 89'   |
| ЗХ               | 14 | Емерік Лапорт     |     | 90+5' |
| ЗХ               | 82 | Ріко Льюїс        |     |       |
| ПЗ               | 4  | Калвін Філліпс    |     |       |
| ПЗ               | 47 | Філ Фоден         |     | 76'   |
| ПЗ               | 80 | Коул Палмер       |     |       |
| НП               | 19 | Хуліан Альварес   |     |       |
| НП               | 26 | Ріяд Махрез       |     |       |
| Головний тренер: |    |                   |     |       |
| Жузеп Гвардіола  |    |                   |     |       |

| ВР               | 1  | Давід де Хеа       |       |     |
| ЗХ               | 29 | Аарон Ван-Біссака  | 45+4' |     |
| ЗХ               | 19 | Рафаель Варан      |       |     |
| ЗХ               | 2  | Віктор Лінделеф    |       | 83' |
| ЗХ               | 23 | Люк Шоу            |       |     |
| ПЗ               | 18 | Каземіро           |       |     |
| ПЗ               | 17 | Фред               | 79'   |     |
| ПЗ               | 8  | Бруну Фернандеш () |       |     |
| ПЗ               | 14 | Крістіан Еріксен   |       | 62' |
| ПЗ               | 25 | Джейдон Санчо      |       | 78' |
| НП               | 10 | Маркус Рашфорд     |       |     |
| Запасні:         |    |                    |       |     |
| ВР               | 31 | Джек Батленд       |       |     |
| ЗХ               | 5  | Гаррі Магвайр      |       |     |
| ЗХ               | 12 | Тайрелл Маласія    |       |     |
| ЗХ               | 20 | Діогу Дало         |       |     |
| ПЗ               | 39 | Скотт Мактоміней   |       | 83' |
| НП               | 27 | Ваут Веггорст      |       | 78' |
| НП               | 28 | Факундо Пеллістрі  |       |     |
| НП               | 36 | Ентоні Еланга      |       |     |
| НП               | 49 | Алехандро Гарначо  |       | 62' |
| Головний тренер: |    |                    |       |     |
| Ерік тен Гаґ     |    |                    |       |     |

| Гравець матчу: Ілкай Гюндоган (Манчестер Сіті) Асистенти арбітра: Ніл Девіс Скотт Ладгер Четвертий арбітр: Пітер Бенкс Помічник асистента арбітра: Адріан Голмс Відеоасистент арбітра: Девід Кут Помічник відеоасистента арбітра: Сімон Лонг | Правила матчу - 90 хвилин - За потреби 30 хвилин додаткового часу - Якщо результат залишається нічийним, то призначаються післяматчеві пенальті - Допускається максимум дев'ять футболістів у списку на заміну. - В основний час можна зробити п'ять замін та одну заміну в додатковий. |